# فرانکو فانتی
فرانکو فانتی (ایتالیایی: Franco Fanti; ۲۱ مارس ۱۹۲۴ – ۲۰ سپتامبر ۲۰۰۷) دوچرخه‌سوار اهل ایتالیا بود.